# ستيفن سيمبسون
ستيفن سيمبسون (بالإنجليزية: Stephen Simpson)‏ هو كاتب وصحفي ومصرفي وسياسي أمريكي، ولد في 24 يوليو 1789 في فيلادلفيا في الولايات المتحدة، وتوفي في 17 أغسطس 1854.